# 马克格雷夫勒兰地区米尔海姆
马克格雷夫勒兰地区米尔海姆（德語：Müllheim im Markgräflerland，發音：[ˈmʏlhaɪm ʔɪm ˈmaʁkɡʁɛːflɐˌlant]；2023年5月之前名为米尔海姆 (Müllheim)）是德国巴登-符腾堡州弗赖堡行政区布赖斯高-上黑林山县的城市，面积57.91平方千米，2023年12月31日人口为19,756人。城市名称源自古高地德语“Mulinhaimo”（即研磨之意），因其曾在克伦河沿岸设有许多研磨作坊。